# Fray in Magical Adventure
Fray in Magical Adventure (Japans: フレイサーク外伝; ook wel Xak Gaiden) is een computerspel dat werd ontwikkeld en uitgegeven door Microcabin. Het spel kwam in 1990 uit voor de MSX 2. Nog datzelfde jaar werd voor de MSX Turbo R een uitgebreidere versie gelanceerd ook wel Fray Turbo R genoemd. Deze versie had een andere intro en was voorzien van gesproken dialogen. Voor de PC Engine kwam een versie uit genaamd Fray CD. In 1991 kwam een versie uit voor de PC-98 en de PC-88. 
Het spel speelt zich af na de godenoorlog. Het land is opgedeeld in drie delen: Xak, Oceanity en Zekisis. Het spel speelt zich af tussen de computerspellen Xak en Xak II. Het spel is een klassiek schiet- en renspel waarbij de speler door een landschap trekt, tegenstanders moet vernietigen, over obstakels klimmen en voorwerpen moet pakken. Onderweg kunnen goudstukken worden verdient de valuta in het spel. Het speelveld wordt met bovenaanzicht getoond en het spel wordt met het toetsenbord bestuurt. Naast Fray komen de volgende personen voor in het spel: Wizards Isac en Amadok, Mill Gerrid, Miriam "Miry", Sweet, Dr. Razel, Lutok Hart en Luzarc.

## Platforms
| Jaar | Platform     |
| ---- | ------------ |
| 1990 | MSX          |
| 1991 | PC-88, PC-98 |
| 1994 | PC-Engine    |